# The Discovery
The Discovery is een Amerikaanse sciencefiction-dramafilm uit 2017 onder regie van Charlie McDowell. Hij schreef ook het verhaal, samen met Justin Lader. The Discovery ging in première op het Sundance Film Festival.

## Verhaal

### Proloog
Thomas Harbor geeft een interview over een ontdekking die hij een half jaar eerder deed. Hij heeft toen wetenschappelijk bewezen dat er iets is na de dood. Als gevolg daarvan hebben sindsdien talloze mensen zelfmoord gepleegd. Tijdens de opname schiet ook een medewerker van de opnameploeg zich door het hoofd.

### Verhaal
Twee jaar na de ontdekking reist Harbors zoon Will met een veerboot naar het eiland waarop zijn vader verblijft. Het aantal zelfmoorden is inmiddels opgelopen tot boven de vier miljoen. Hij houdt zijn vader hiervoor verantwoordelijk. Will praat met de enige andere opvarende, een eigenzinnige vrouw genaamd Isla. Hij vertelt haar over een bijna-doodervaring waarin hij een jongetje over een strand zag lopen. Aan land wordt hij opgehaald door zijn broer Toby. Die neemt hem mee naar hun vaders nieuwe onderzoekscentrum. Er werken allerlei mensen wiens levens zijn beschadigd als gevolg van de ontdekking. Thomas doet hier experimenten om uit te vinden wat er is na de dood.
Wanneer Will over het strand loopt, ziet hij Isla het water inlopen met een verzwaarde rugzak. Hij voorkomt nog net dat ze zichzelf verdrinkt. Thomas neemt haar op onder zijn medewerkers. Hij onthult dat hij een machine heeft uitgevonden die kan vastleggen wat doden zien in het hiernamaals. Will en Isla gaan naar een mortuarium en stelen het lijk van Pat Phillips om dit te testen. De machine lijkt niets te doen. Wanneer Will alleen terugkomt in de kamer, ziet hij alsnog een opname. Hierop ziet hij Phillips voor de deur van een ziekenhuiskamer ruzie maken met diens zus. Will bezoekt het ziekenhuis en komt erachter dat de gang van de opname niet meer bestaat. Volgens een medewerker is die verdwenen tijdens een renovatie tien jaar eerder.
Thomas stuurt medewerkster Lacey weg uit het onderzoekscentrum omdat ze tegen zijn wensen met Isla heeft gepraat over de machine. Will gaat met Isla naar het ziekenhuis. Hij denkt dat de machine niet het hiernamaals opneemt, maar herinneringen. Wanneer hij haar de opname laat zien, ziet zij dat Phillips op de opname een andere tatoeage heeft dan degene die ze zag op zijn dode lichaam. De zus van Phillips vertelt ze dat hun vader is gestorven in dat ziekenhuis, maar dat haar broer daar nooit is geweest. Aan het strand vertelt Isla Will dat ze een zoontje had. Hij is omgekomen terwijl zij sliep. Will vertelt haar dat het strand waar ze zijn hetzelfde strand is als dat uit zijn bijna-doodervaring.
Will en Isla groeien verder naar elkaar toe. Toby komt hen in paniek halen. Thomas ligt aan de machine en lijkt dood. Op een beeldscherm zien ze dat hij de avond waarop hun moeder zelfmoord pleegde herbeleeft. In dit geval weet hij haar dood te voorkomen. Nadat ze hem reanimeren concludeert Thomas dat het hiernamaals gelijk is aan iemands leven, alleen met de mogelijkheid om daarin andere keuzes te maken. Ze besluiten om de machine te slopen om te voorkomen dat deze kennis nog meer mensen aanzet tot zelfmoord. Wanneer hij een persconferentie wil houden, keert Lacey terug en schiet ze Isla dood.

### Onthulling
Will sluit zichzelf aan op de machine. Hij belandt zo weer op de veerboot waarop hij Isla ontmoette. Ze vertelt hem dat ze een herinnering is die hij keer op keer heeft. Hij heeft haar in werkelijkheid maar één keer gezien, tijdens zijn oorspronkelijke reis op de veerboot. Daarna zijn ze ieder hun weg gegaan. Hij heeft later over haar zelfmoord gelezen in de krant. Dit is hem zijn hele leven dwars blijven zitten. Na zijn dood heeft hij keer op keer geprobeerd om haar te redden. Ze vertelt hem dat hem dit deze keer is gelukt. Will bevindt zich weer op het strand. Hij ziet een klein jongetje dat moeite heeft met de stroming. Will haalt hem uit het water voor hem iets overkomt. Zijn moeder komt aangelopen en tilt hem opgelucht op. Het is Isla.

## Rolverdeling
- Jason Segel - Will Harbor
- Rooney Mara - Isla
- Robert Redford - Thomas Harbor
- Jesse Plemons - Toby Harbor
- Ron Canada - Cooper
- Riley Keough - Lacey
- Mary Steenburgen - Interviewer

## Ontvangst
The Discovery werd ontvangen met gemengde reacties. Op filmsite Rotten Tomatoes had hij na zestig recensies van critici een score van 45% en na 1262 beoordelingen van het publiek een score van 44%. De filmde scoorde op IMDb na 26.852 beoordelingen een gemiddelde van 6.3.